# Euchologion

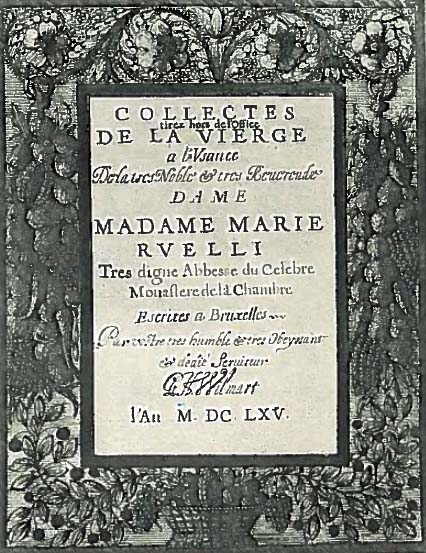
Euchologion di Marie Rovelli.

L’Euchologion (greco: εὐχολόγιον; slavo: Молитвословъ, Molitvoslov; rumeno: Euhologiu / Molitfelnic) è uno dei principali libri liturgici della Chiesa Ortodossa e delle Chiese Cattoliche di rito orientale, che, in coordinazione con l'Horologion, descrive in dettaglio tutti i riti e i servizi pronunciati da un consacrato: vescovo, presbitero o diacono.
La "parte mobile" del rito comprende le preghiere specifiche che cambiano per ogni domenica e per ogni festa. È redatto per un orizzonte di tempo pluridecennale, introdotto da un calendario universale che indica o consente di determinare, per ogni ricorrenza e commemorazione, gli anni in cui quel giorno cade di domenica o giorno festivo.
Gli Euchologia pubblicati dal XX secolo talora contengono un salterio completo per la liturgia delle ore dei giorni infrasettimanali non festivi, dal mattutino ai Vespri.

## Descrizione
Il termine greco Euchologion era tradotto nei secoli passati con il latino  Rituale graecorum, un libro illustrato che presentava riti e ordini della divina liturgia, degli uffici, sacramenti, consacrazioni, benedizioni, funerali ed orazioni.

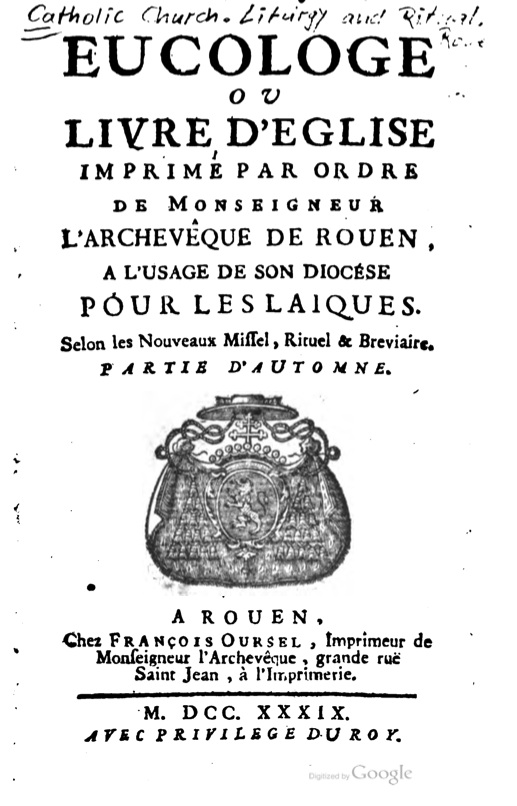
Prima di copertina dell' Euchologion risalente al XVIII, presso la diocesi di Rouen.

Gli Euchologion diffusi in Francia sviluppano riti e servizi dei giorni festivi a copertura di un periodo di 40 anni, suddiviso in altrettanti volumi con relativo metodo di calcolo.

L’Euchologion di san Serapione di Thmuis è uno dei sacramentari che desta l'attenzione degli studiosi odierni. L'antica tradizione dell’Euchologion è ancora oggi diffusa nelle diocesi francesi.
Esiste libri specifici per il culto dei santi limitato ad una diocesi (Parigi, Roune) o una regione, legato ai luoghi dove trascorsero la loro vita e dove è viva la memoria delle opere e dei miracoli. 

Gli ordini religiosi possono avere un proprio Euchologion, come quello della Compagnia di Gesù, da pronunciarsi internamente ai collegi.

## Versioni esistenti dell’Euchologion
Versione completa
La versione completa si chiama  'Grande Euchologion'  (dal greco:  Εὐχολόγιον τό μέγα ,  Euchologion a MEega ; slavo:  Болшой Иерейсий Молитвословъ  ,  Bolshoi Ieréisky Molitvoslóv ; rumeno:  Arhieraticon ), e contiene:
- le preghiere per il sacerdote e per il diacono ai Vespri, l'Orthros (il Mattutino), e la Divina Liturgia, Prokeimena, calendario liturgico ortodosso dei santi, ecc.
- i sacramenti, il rito della tonsura monastica, la benedizione delle acque, ecc.
- i riti officiati da un vescovo (ordinazione, consacrazione di una chiesa, ecc.)
- benedizioni e preghiere per particolari circostanze (benedizione di una famiglia, visitazione del malato, un funerale, ecc.)
- servizi di supplica (Moleben).

Altre versioni

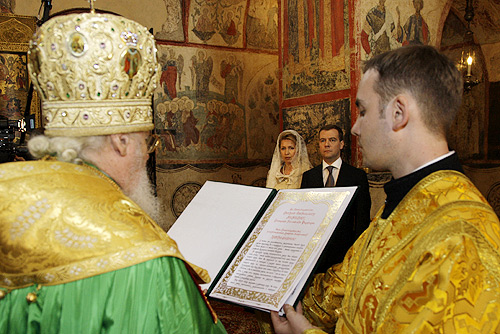
Un ministrante che sorregge lArchieratikon per il Patriarca ortodosso di Mosca

Gli altri libri contengono solo porzioni del Grande Euchologion:
- i Riti del sacerdote (greco: Ἱερατικόν,  Hieratikon ; slavo: Слѹжебникъ,  Sluzhébnik ; rumeno: Liturghier) presenta Vespri, Mattutino, la Compieta e la Divina Liturgia,
- il Piccolo Euchologion (greco: Ἁγιασματάριον, Hagiasmatárion; Μικρόν Εὐχολόγιον, Mikron Euchologion; slavo: Требникъ Trebnik; rumeno: Molitfelnic), come il precedente, contiene i Misteri e le altre parti normalmente pronunciate dal sacerdote (ad eccezione della Divina Liturgia),
- il Rituale o Pontificale (greco: Ἀρχιιερατικόν, Archieratikon, slavo: Чиновникъ, Chinovnik; rumeno: Arhieraticon) contiene le parti dei Vespri e del Mattutino pronunciate dal Vescovo.

## Contenuto
L'Euchologion contiene in primo luogo, le prescrizioni del diacono per i Vespri, il Mattutino e la Divina Liturgia. Le litanie del sacerdote e del diacono per i Vespri e il Mattutino. La Divina Liturgia di San Giovanni Crisostomo è la cornice in cui le altre liturgie sono inserite. 
Dopo le liturgie segue una raccolta di Sacri Misteri (sacramenti e sacramentali), canoni (sia norme che preghiere) e benedizioni: 
- il rito per la madre dopo il parto (euchai eis gynaika lecho),
- canoni battesimali risalenti agli Apostoli e ai Padri della Chiesa,
- le preghiere per i catecumeni: rito battesimale vero e proprio, e abluzione (apolousis) conclusiva del bambino sette giorni più tardi;
- Esorcismi di San Basilio e San Giovanni Crisostomo
- il Rito della crisma ( myron) del Giovedì santo.
- la benedizione di un igumeno (abate) e di altri superiori di monasteri,
- la preghiera per coloro che iniziano il servizio di ministranti, e i riti degli ordini minori (lettore, cantore e suddiacono) minori.
- le cerimonie per la Tonsura dei monaci,
- le norme di condotta del confessore (pneumatiko), modalità di dialogo e di ascolto confessione,
- preghiere per un giuramento solenne, e per coloro che incorrono in pene ecclesiastiche,
- un lungo inno alla Madonna per il perdono dei peccati, scritto dal monaco Eutimio,
- i riti del fidanzamento, del matrimonio (chiamato "coronamento", Stephanoma), e le preghiere per togliere la corona otto giorni dopo,
- il rito delle seconde nozze (chiamate in greco digamy, in cui le persone non sono coronate),
- il complesso rito dell'unzione dei malati (Agion elaion), eseguito da sette sacerdoti,
- la consacrazione di nuove chiese, e l'Antimensi (il corporale che contiene le reliquie, utilizzate per la Divina Liturgia),
- il rito della lavanda degli altari, durante il Giovedì Santo,
- il rito per innalzamento di uno stauropegion (un monastero che è esente dal controllo del vescovo locale, essendo soggetto direttamente al Patriarca o al Sinodo dei vescovi),
- la Benedizione Minore delle Acque (hagiasmos), e la Grande Benedizione delle Acque,
- un rito di Preghiera da genuflessi (gonyklisis) per la Pentecoste,
- riti funebri distinti per laici, monaci, sacerdoti, bambini. Poi segue una raccolta di preghiere e inni (euchai diaphoroi),
- norme di penitenza, avverso i terremoti, in tempo di pestilenza e di guerra, e due preghiere indirizzate alla Theotókos.

Negli Euchologia editi dal XX secolo in poi sono di solito pubblicati gli "Scritti Apostolici" (le letture delle Epistole) e la lettura dei Vangeli per le Grandi Feste (tratti dai due libri che contengono l'intera collezione liturgica), ed infine la disposizione della corte del Patriarca Ecumenico, con le indicazioni per i diversi compiti durante la liturgia.

## Pubblicazioni
Il più antico documento del rito bizantino (che è simile al rito antiocheno) è il  Barberini Euchologion (pp. 336), un manoscritto greco scritto intorno al 790 dC
Le prime edizioni a stampa furono pubblicate a Venezia nel XVI-XVII secolo: nel 1526, nel 1638 (edita nuovamente da Jacques Goar), e nel 1862, che resterà la base e il riferimento costante delle successive edizioni del Grande Euchologion fino XX secolo, quale risultava ancora nel testo Astir pubblicata ad Atene del 1970. Sempre l'edizione veneziana del 1862 fu la base dell'edizione pubblicata a Bucarest nel 1703, e della 7ª edizione curata da Spiridione Zerbos (1898, Tipografia greco-ortodossa ufficiale).
Le Chiese Ortodosse non di lingua greca avevano traduzioni autorizzate, generalmente pubblicate nella capitale del rispettivo Paese (Mosca, Bucarest, Gerusalemme). L'Euchologion fu tradotto in slavo ecclesiastico nel IX secolo. 

La versione definitiva dell'Euchologion della Chiesa ortodossa ucraina fu pubblicata da Peter Mohyla nel 1646  (e in prima ristampa a Parigi nel 1988). Questa edizione contiene circa 20 rituali di origine locale e non eseguiti in altre chiese dell'Oriente Cristiano (ad esempio, servizi per la scoperta di reliquie sacre e per la benedizione dei monasteri).
Alexei Maltzew (Alexios von Maltzew, presbitero, teologo, erudito russo-ortodosso, 1854-1915), preposto alla Chiesa (Ortodossa) dell'Ambasciata Russa a Berlino,  pubblicò un'edizione commentata dell’Euchologion in lingua slava antica e in antico tedesco (1861, Vienna; poi Berlino, 1892).
I greco-ortodossi fanno riferimento all'edizione autorizzata dalla Congregatio de Propaganda Fide, oltre ad un compendio (chiamato Mikron euchologion) che espone solamente le liturgie, brani delle lettere degli Apostoli e dei Vangeli, e i riti per i Sacramenti del Battesimo, Matrimonio, Unzione e Confessione (Roma, 1872). 

J. Goar, O. P., pubblicò una versione dell’Euchologion ricca di note e di illustrazioni (Euchologion, sive Rituale Græcorum, 2ª edizione, Venezia, 1720), che è poi divenuta l'opera di riferimento per i cattolici di rito bizantino.

## Chiese Ortodosse di Oriente
Sono note versioni dell’Euchologion in uso anche alla Chiesa ortodossa copta, armena, e della Siria orientale. 

L’Euchologion di San Serapione (330-360 d.C.), vescovo di Thmuis, contemporaneo e sostenitore delle tesi di Sant'Atanasio di Alessandria (293-373) contro l'arianesimo, contiene testi provenienti dal Rito alessandrino.